# Corrales (kommunhuvudort)
Corrales är en kommunhuvudort i Spanien.   Den ligger i provinsen Provincia de Zamora och regionen Kastilien och Leon, i den centrala delen av landet, 200 km nordväst om huvudstaden Madrid. Corrales ligger 765 meter över havet och antalet invånare är 1 029.
Terrängen runt Corrales är lite kuperad, och sluttar norrut. Runt Corrales är det glesbefolkat, med 14 invånare per kvadratkilometer. Närmaste större samhälle är Zamora, 16,5 km norr om Corrales. Trakten runt Corrales består till största delen av jordbruksmark.